# Huracán Ophelia (2017)
El huracán Ophelia fue una tormenta muy fuerte que impactó a Irlanda y Gran Bretaña como ciclón extratropical, la tormenta más dura en tocar tierra en Irlanda y el peor ciclón extratropical que impactó en Irlanda y el Reino Unido en términos de daño desde la gran tormenta de 1987. Es la decimoquinta tormenta nombrada, décimo huracán y el sexto huracán mayor de la temporada 2017. Ophelia tenía orígenes no tropicales, que se desarrollaron el 9 de octubre a partir de un frente frío en decadencia que se había estancado sobre el Atlántico Norte a principios de octubre. 
Situada en un entorno propicio para el fortalecimiento, la tormenta se intensificó constantemente durante los dos días siguientes mientras se desplazaba hacia el norte y luego hacia el sureste antes de convertirse en un huracán el 11 de octubre. Después de convertirse en un huracán de categoría 2 y fluctuar en intensidad por un día, Ophelia se intensificó inesperadamente rápido en un gran huracán el 14 de octubre, mientras que al sur de las Azores. Poco después de alcanzar su máxima intensidad, Ophelia comenzó a debilitarse rápidamente a medida que se aceleraba hacia el noreste hacia Irlanda y Gran Bretaña, llegando a ser extratropical a principios del 16 de octubre, convirtiéndose así en la segunda tormenta de la temporada de huracanes 2017-18 en el Reino Unido e Irlanda. Al final llegó a las islas frente a la costa de Noruega con vientos de hasta 45 kilómetros por hora (28 mph), se disipó en la costa oeste de Noruega durante la tarde del 17 de octubre.

## Daños causados

### Azores
El Instituto Portugués del Mar y de la Atmósfera emitió una alerta roja por fuertes lluvias para el grupo oriental de las Azores (São Miguel y Santa María) el 14 de octubre desde las 17:59 UTC hasta las 23:59 UTC. Se emitió una alerta naranja por vendaval para el grupo oriental durante la tarde y la noche del 14 al 15 de octubre, así como una alerta amarilla por mar de fondo. También se emitieron alertas de lluvia para el grupo central (Terceira, Graciosa, isla de São Jorge, Pico y Faial).
El presidente del Servicio Regional de Protección Civil de las Azores, el teniente coronel Carlos Neves, anunció que no hubo daños graves. Los fuertes vientos derribaron cuatro árboles en São Miguel, tres en el distrito de Ponta Delgada y uno en Povoação. La isla también sufrió algunas inundaciones menores. En el grupo central de las Azores se registraron algunos casos de daños leves, como goteras e inundaciones en bajos y garajes.

### Península ibérica
A partir del 15 de octubre de 2017, los fuertes vientos del huracán Ophelia contribuyeron a avivar y extender una ola de incendios forestales que azotaba el centro y norte de Portugal y el norte de España
Los incendios forestales causaron 44 muertos en Portugal y 4 en España, así como decenas de heridos. En Portugal, más de 4000 bomberos trabajaron para apagar 150 incendios.

### Irlanda
Entre el 16 y el 17 de octubre, la tormenta Ophelia cruzó Irlanda, de sur a norte, dejando al menos tres muertos.